# Велике Баранково
Велике Баранково (рос. Большое Баранково) — присілок в Бежецькому районі Тверської області Російської Федерації.
Населення становить 13 осіб. Входить до складу муніципального утворення Зобинське сільське поселення.

## Історія
Від 2005 року входить до складу муніципального утворення Зобинське сільське поселення.

## Населення
| 2008 | 2010 |
| ---- | ---- |
| 26   | ↘13  |